# Politique en Australie

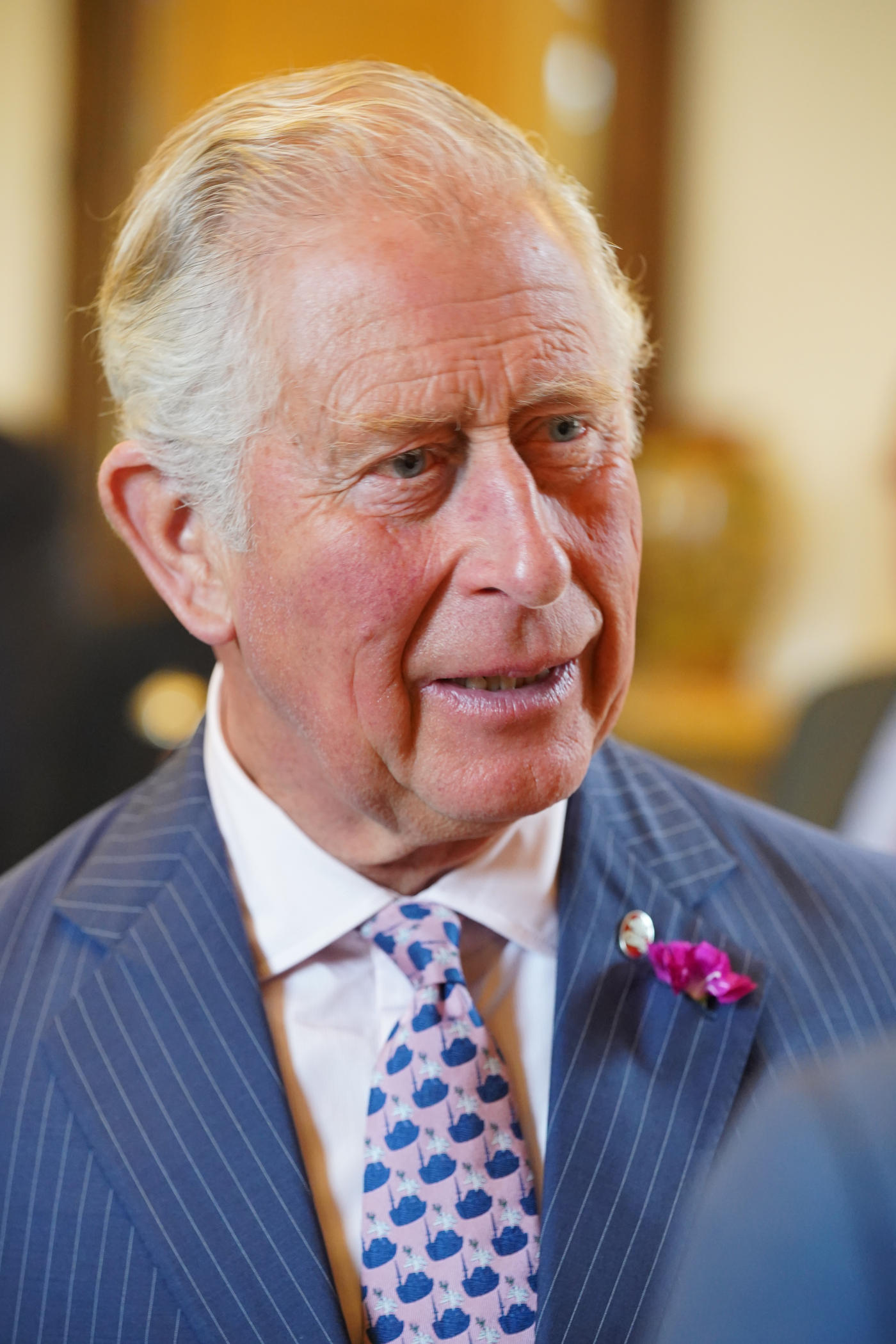
Charles III, roi d'Australie.

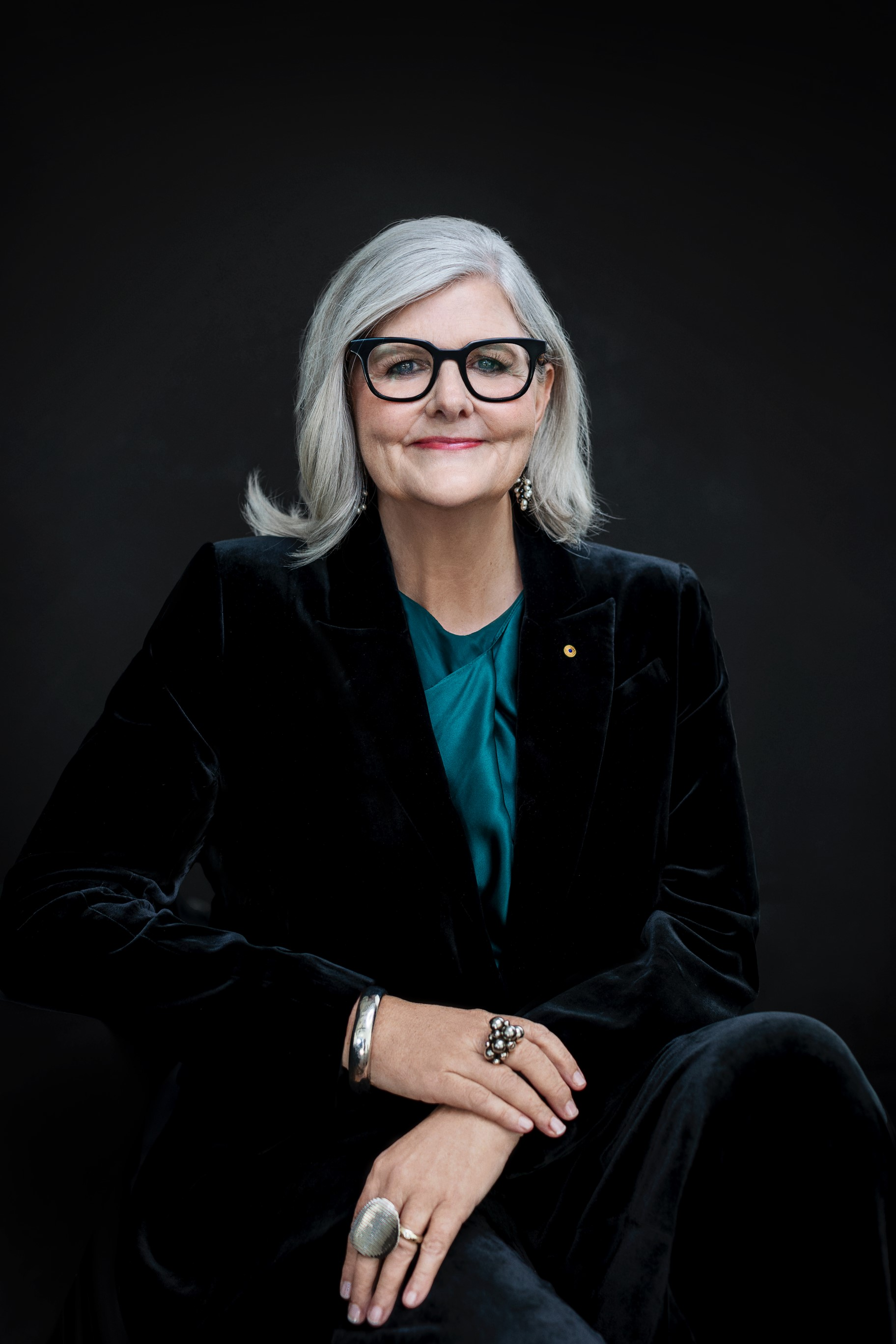
Sam Mostyn, 28e gouverneur général d'Australie.

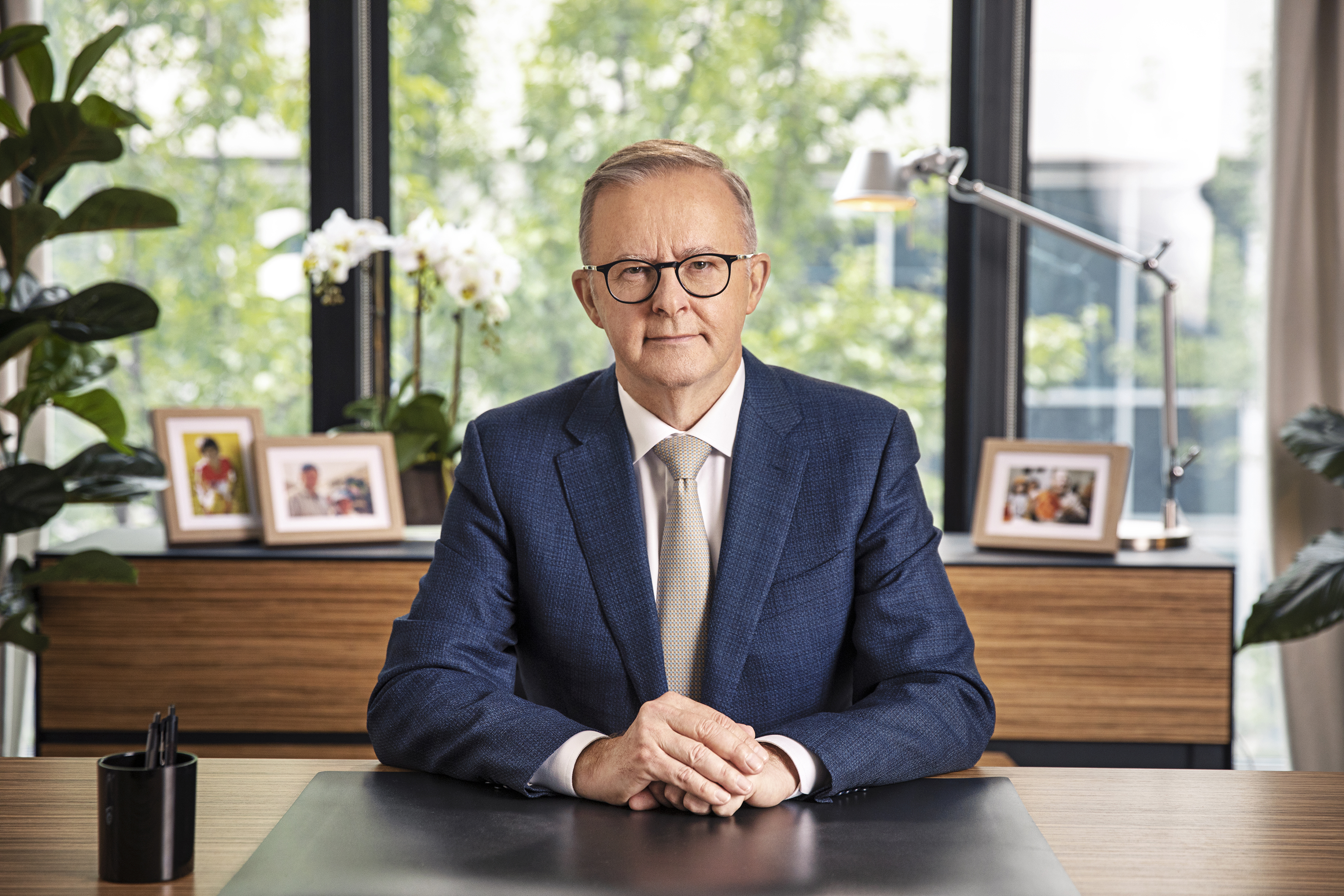
Anthony Albanese, Premier ministre d'Australie.

La politique en Australie se déroule dans le cadre d’une démocratie parlementaire basée sur le système de Westminster. Les Australiens élisent leurs législatures d’État et de territoires ainsi que le Parlement fédéral, composé de deux chambres.
Au niveau national, les élections ont lieu au moins une fois tous les trois ans. Le Premier ministre peut recommander au Gouverneur général d’organiser une élection anticipée de la Chambre des Représentants à tout moment, mais les élections au Sénat ne peuvent se tenir que dans les délais prévus par la Constitution. Les dernières élections générales se sont tenues en octobre 2007. Le Parlement fédéral est composé de deux chambres :
- la Chambre des Représentants, qui compte 150 membres, est élue pour une durée de 3 ans, au suffrage universel direct selon un système de vote alternatif, également connu sous le nom de vote préférentiel. Chaque circonscription élit un représentant ;
- le Sénat compte 76 membres élus au suffrage universel selon un système de représentation proportionnelle. Chacun des États et territoires de la fédération forme une circonscription comptant pour 12 sièges pour les États et 2 sièges pour les territoires. Les sénateurs des territoires sont élus pour trois ans. Le mandat des sénateurs d’États est de 6 ans, avec la moitié des sièges renouvelés tous les trois ans.

## Partis politiques et élections
Trois partis dominent la vie politique australienne. Deux d’entre eux gouvernent au sein d’une coalition lorsqu'ils sont au pouvoir.
- Le Parti libéral d'Australie (Liberal Party of Australia), parti de centre-droit qui représente principalement les milieux d’affaires, la classe moyenne et une partie du monde agricole.
- Le Parti national d'Australie (National Party of Australia), anciennement Parti rural (Country Party), est un parti conservateur qui représente essentiellement les intérêts ruraux.

Ces deux partis coalisés étaient au pouvoir de 1996 à 2007.
- Le Parti travailliste australien (Australian Labor Party – ALP) est un parti social-démocrate qui représente largement la classe ouvrière urbaine, bien qu’il ait de plus en plus de soutien dans la classe moyenne.

Parmi les petits partis, on trouve :
- L'Alliance socialiste (Socialist Alliance), un parti de gauche radicale
- Les Démocrates australiens (Australian Democrats), un parti social-libéral de la classe moyenne.
- Les Verts australiens (Australian Greens), un parti pour la protection de l'environnement orienté à gauche.
- Le Parti libéral rural (Country Liberal Party), qu'on ne trouve que dans le Territoire du Nord et qui est membre de la coalition gouvernementale Parti Liberal/Parti National.
- Parti Famille d'abord (Family First Party), un parti orienté vers les conservateurs chrétiens.

Le système de représentation proportionnelle permet à ces petits partis d'obtenir des sièges au Sénat et dans les chambres hautes des États, mais ils n’ont pratiquement jamais été capables de gagner des sièges à la Chambre des Représentants, à l’exception des Verts, qui y remportèrent un siège lors d’une élection partielle en 2002 (le siège fut perdu lors des élections générales de 2004) et des indépendants, regroupés sous le nom de Teal Independents en 2022, qui ont réussi à emporter 10 sièges et contribué à la défaite du parti libéral.

## Climatoscepticisme
Les industriels de l’énergie fossile et des "think tanks" tels que le Minerals Council of Australia et l’Australian Coal Association dénoncent le « mythe » du réchauffement climatique. Ces positions trouvent un large écho dans les médias australiens, dont 70 % sont la propriété du milliardaire climatosceptique Rupert Murdoch. Une étude publiée en 2017 par The Australia Institute démontre que les compagnies étrangères, qui détiennent 86 % de l’industrie minière du pays, ont dépensé en l’espace de dix ans plus d’un demi-milliard de dollars australiens pour influencer les gouvernements australiens.
En 2019, Greenpeace cite l'Australie parmi les pays développés ne mettant en œuvre aucune législation visant à limiter ou à réduire les émissions de dioxyde de soufre.

## Histoire

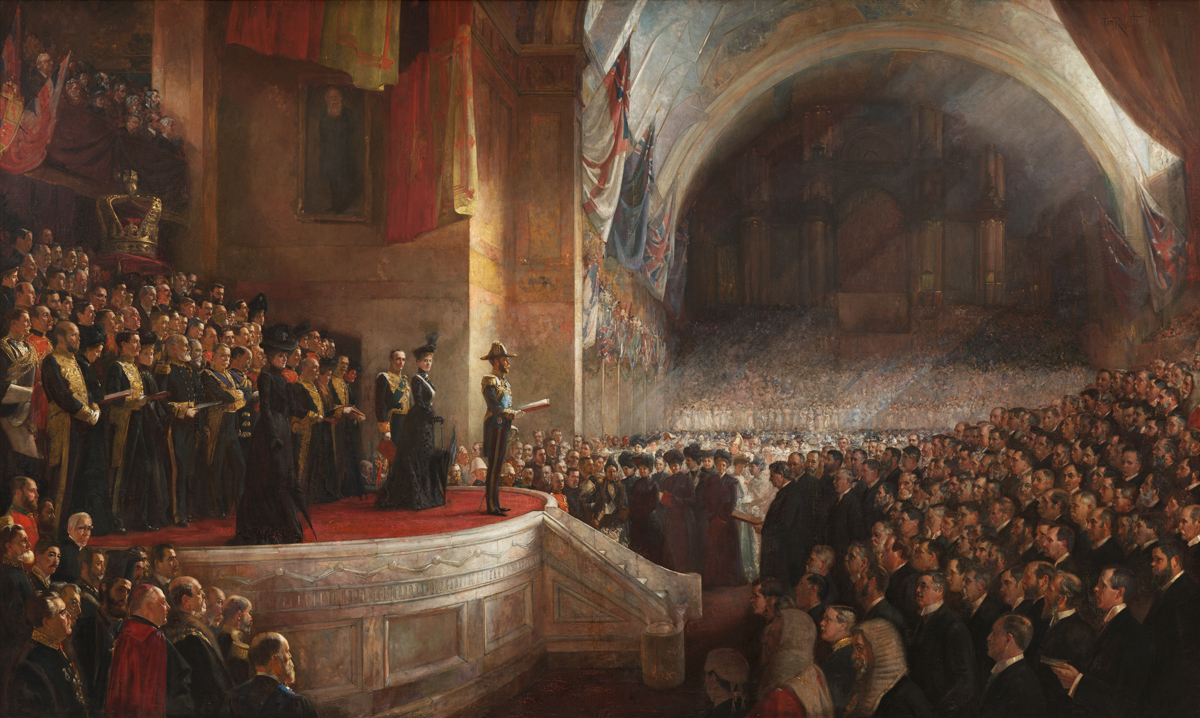
L'ouverture de la première session du Parlement à Melbourne le 9 mai 1901. Peinture de Tom Roberts.

La colonisation britannique de Nouvelle-Galles du Sud commença par la fondation d’un camp pénitentiaire à Sydney en 1788. Au cours de la période allant de 1855 à 1890, les six colonies devinrent chacune l’une après l’autre autonomes, gérant leurs propres affaires. Les hommes ont été autorisés à voter au suffrage universel - y compris les indigènes- en Australie-Méridionale, au Victoria et en Nouvelle-Galles du Sud à partir des années 1850 (soit avant des nations européennes comme la Grande-Bretagne, la France et l'Allemagne) et en Tasmanie en 1896. Le Queensland a eu son autonomie en 1859 et l'Australie-Occidentale en 1890. La loi britannique fut appliquée dans chaque colonie, lorsque le Royaume-Uni autorisa chacune d'entre elles à se doter d’un gouvernement responsable et évolua avec le temps. Le gouvernement britannique garda toutefois le contrôle de certains domaines comme les affaires étrangères, la défense et le commerce international.
La première organisation pour obtenir le droit de vote des femmes a été créée au Victoria en 1884. En 1894, les femmes d'Australie-Méridionale obtiendront ce droit. Vers la même époque, l'Australie crée les retraites pour les personnes âgées, les salaires minima pour les ouvriers - tout un tas de lois à l'avant-garde de la politique sociale mondiale.
Vers la fin du XIXe siècle, des hommes politiques comme Sir Henry Parkes et Sir Edmund Barton ont fait campagne pour une fédération indépendante des colonies, avec la reine Victoria en tant que souveraine. 
Le début du XXe siècle va voir aboutir près de deux décennies de négociations entre les dirigeants des différentes colonies australiennes et la Nouvelle-Zélande pour la création d'un État fédéral (auquel la Nouvelle-Zélande n'adhèrera pas) avec l'approbation d'une constitution par l'ensemble des six colonies australiennes et sa ratification par le parlement britannique en 1900. Le nouvel État fédéral voit le jour le 1er janvier 1901.
Melbourne est choisie comme siège temporaire du gouvernement tandis qu'une nouvelle capitale, Canberra, va être progressivement construite. Le futur roi George V, alors duc d'York, ouvre la première séance du Parlement d'Australie le 9 mai 1901, et son successeur, (qui devait plus tard devenir le roi George VI), ouvre la première séance parlementaire à Canberra, le 9 mai 1927.
Le Parti travailliste australien tire son origine des mouvements travaillistes fondés au début des années 1890 dans les colonies qui allaient ensuite former la fédération australienne. Le Parti national d'Australie est fondé par de petits agriculteurs en 1920 sous le nom de Country Party, son objectif était la défense des intérêts agraires et des populations rurales. Le Parti libéral d'Australie a été fondé le 31 août 1945 par Robert Menzies. Il regroupait alors des libéraux et conservateurs australiens qui s'opposaient à la domination du Parti travailliste.

### Gouvernement Howard (1996-2007)

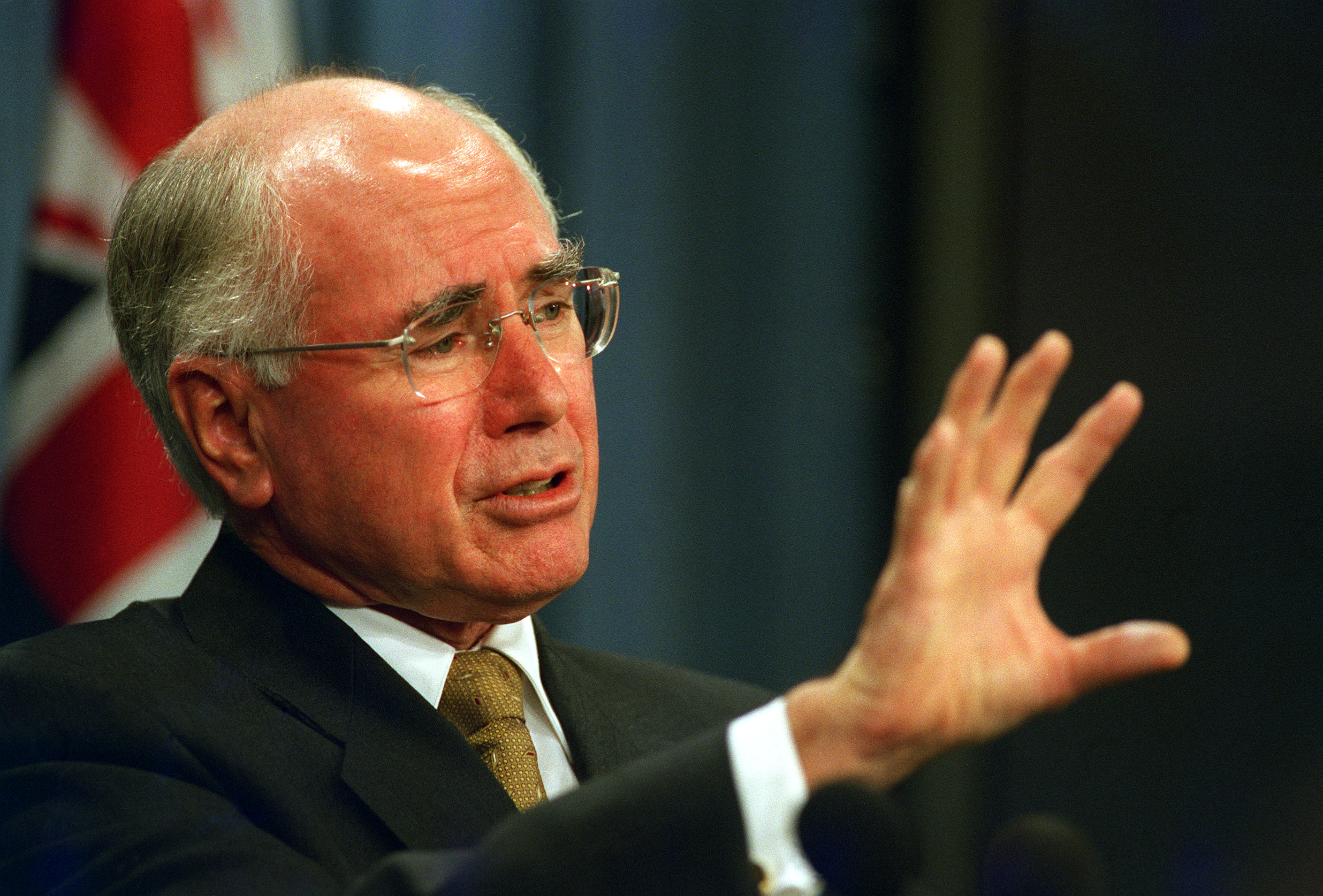
John Howard en 2003.

La coalition Parti libéral/Parti national arrive au pouvoir en mars 1996, mettant ainsi fin à 13 ans de gouvernement travailliste et faisant de John Howard le nouveau Premier ministre. Celui-ci a ensuite été réélu en octobre 1998, novembre 2001 et octobre 2004. La coalition a désormais une confortable majorité à la Chambre des Représentants. En ce qui concerne le Sénat, elle a dû attendre les élections de 2004 pour ne plus être en minorité. Sans cette majorité au Sénat, la coalition était obligée de compter avec les petits partis pour assurer le vote des lois.
Depuis son élection, la coalition conservatrice de John Howard a eu pour objectif de réduire le déficit fiscal ainsi que l’influence des organisations syndicales, en mettant l’accent sur des négociations salariales à l’échelle de l’entreprise (par opposition à des négociations globales de branche). Le gouvernement a également accéléré le rythme des privatisations d’entreprises publiques qui avaient commencé durant le mandat du travailliste Bob Hawke. Au cours des deux premiers mandats de John Howard, le changement le plus radical fut l’introduction d’une taxe sur les biens et services, en parallèle avec une baisse des impôts sur le revenu et des impôts sur les bénéfices des entreprises.
Avec la réélection du gouvernement Howard en 2004, plusieurs projets de loi significatifs et controversés ont été votés grâce à la majorité nouvellement acquise au Sénat (acquise lors des élections d'Octobre 2004, elle a pris effet le 1er juillet 2005). Ces changements incluent une réorganisation radicale de la législation du travail et industrielle, l’introduction du syndicalisme étudiant volontaire (par opposition au syndicalisme « obligatoire » tel que pratiqué dans les universités australiennes) et la privatisation totale de la société de télécommunications Telstra. Récemment, le gouvernement a aussi annoncé son intention de privatiser « Medibank Private », un fournisseur d'assurance-maladie. Ces changements ont suscité des débats importants en Australie, amenant beaucoup de critiques à se demander si le gouvernement Howard avait tenu sa promesse d'utiliser raisonnablement sa majorité au Sénat.
Le gouvernement Howard a inversé la politique étrangère de son prédécesseur, mettant l’accent sur les relations avec les alliés traditionnels de l’Australie, les États-Unis et le Royaume-Uni et en diminuant son soutien aux Nations unies en faveur du bilatéralisme. Les deux partis politiques majeurs sont en faveur du maintien des bonnes relations avec les puissances régionales que sont la Chine Populaire, le Japon et l’Indonésie, même si des sujets tels que l’indépendance du Timor oriental ont parfois rendus les choses difficiles. L’Australie s’est de plus en plus investie dans les affaires internes de ses petits voisins comme la Papouasie-Nouvelle-Guinée, les îles Salomon, Fiji et Nauru.
Howard reste en place jusqu'au 3 décembre 2007, soit 11 ans, 8 mois et 22 jours, ce qui en fait le second plus long mandat de chef de gouvernement de l'histoire d'Australie après celui de Sir Robert Menzies.

### Gouvernement Rudd (2007-2010)
Le travailliste Kevin Rudd bat Howard aux élections du 24 novembre 2007, avec Julia Gillard comme vice-premier ministre, Wayne Swan comme Ministre des Finances et Stephen Smith comme ministre des Affaires étrangères.

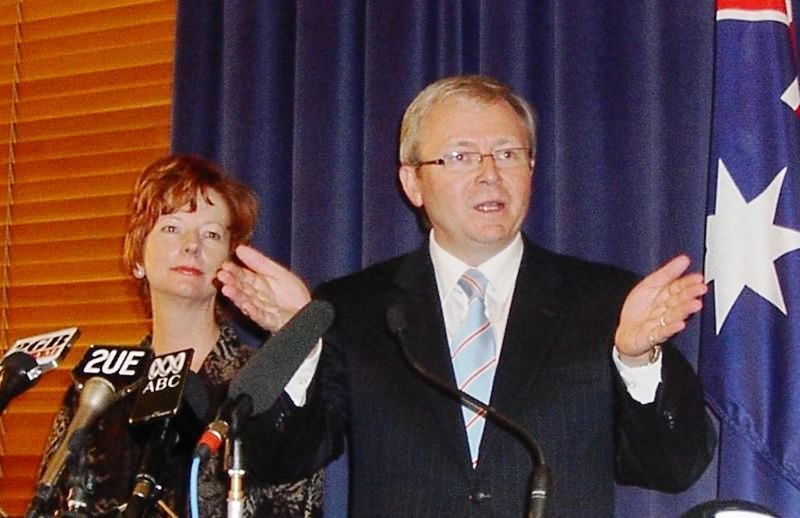
Kevin Rudd (à droite) et Julia Gillard (à gauche) à leur première conférence de presse comme leaders du Parti travailliste australien le 4 décembre 2006.

Ancien diplomate, parlant couramment le chinois, le premier acte officiel de Rudd en tant que premier ministre fut, le jour même de sa nomination, de ratifier le protocole de Kyōto et d'annuler certaines des réformes sur la législation du travail mises en place par le parti libéral. Le 13 février 2008, tenant une promesse de campagne, il prononça un discours solennel, s'excusant auprès des Aborigènes d'Australie, peuple autochtone, pour les maltraitances qu'ils avaient subies.
Deux chefs successif du parti libéral - Brendan Nelson et Malcolm Turnbull - ne pouvaient pas entamer la popularité de Rudd. En 2009 les conservateurs ont choisi Tony Abbott comme chef, et progressé un peu contre le parti travailliste.
Le gouvernement a répondu à la Crise économique de 2008-2010 avec un programme économique de stimulus. Le surplus budgétaire retourné au déficit, mais l'Australie a évité la récession. La gestion mauvaise de l'injection de l'argent de gouvernement dans l'industrie de toiture mènent aux feux dans des maisons et une série d'accidents mortels parmi les ouvriers incompétents. Le ministre responsable, Peter Garrett a été rétrogradé et l'arrangement a été abandonné en 2010, avec de grandes réclamations pour la compensation de ceux affectés.
En mars 2010, Rudd a annoncé un plan pour réorganiser le placement pour les hôpitaux nationaux. En avril 2010, il a annoncé que le gouvernement retarderait son introduction d'un Bourse du carbone jusqu'à après la prochaine élection - en dépit des promesses antérieures.
Après une série de changements de politique et un important déclin de popularité de Rudd, les principaux dirigeants du parti travailliste ont commencé à envisager de le remplacer par son adjointe, plus populaire, Julia Gillard. Rudd était considéré comme trop autocratique par plusieurs de ses collègues et il a manqué d'un ancrage fort dans le mouvement syndical. Après deux ans et sept mois passés comme chef du gouvernement, Rudd démissionne le 24 juin 2010, juste avant un vote interne du parti, qu'il savait perdu d'avance du fait de son impopularité croissante, demandé par Julia Gillard. Elle le remplace dans la foulée, devenant la première femme à prendre la tête du gouvernement australien.

### Gouvernement Gillard (2010-2013)
Julia Gillard a aussitôt annoncé la tenue d'élections législatives anticipées, convoquées le 21 août. Le jour du scrutin, l'Australie se retrouve, pour la première fois depuis soixante-dix ans, avec une Chambre des représentants en situation de Hung Parliament. Elle entame aussitôt des négociations avec les députés indépendants pour tenter de bâtir une majorité parlementaire. Après avoir obtenu le ralliement du seul député des Verts australiens, elle décroche progressivement le soutien de trois députés indépendants et dispose ainsi, à partir du 7 septembre, d'une majorité absolue à la Chambre.

### Gouvernement Abbott (2013-2015)
Les élections du 7 septembre 2013 donnent une majorité à la Coalition (centre-droit). Le chef du parti libéral Toni Abbot devient alors Premier Ministre le 18 septembre.

### Gouvernement Turnbull (2015-2018)
En septembre 2015, Malcolm Turnbull parvient à s’octroyer la tête de la Coalition et est nommé Premier Ministre. En avril 2016, il annonce des élections législatives anticipées pour juin 2016.

### Gouvernement Morrison (2018-2022)
Scott Morrison, issu de la coalition des Libéraux et des Conservateurs, est nommé Premier ministre le 24 août 2018.

### Gouvernement Albanese(depuis 2022)
Anthony Albanese, travailliste, est nommé Premier ministre le 23 mai 2022, après la défaite du parti libéral qui a perdu des places au profit des travaillistes, des écologistes et des indépendants.

## Divisions administratives
Dans les États et territoires, les élections se tiennent au moins une fois tous les quatre ans (à l’exception du Queensland, qui vote tous les trois ans). En Nouvelle-Galles du Sud, au Victoria, en Australie-Méridionale et dans le Territoire de la capitale australienne, la date des élections est fixée par la loi. Toutefois, les autres premiers ministres d’États ou chief ministers de territoires ont la même latitude que le Premier ministre fédéral de déclencher des élections anticipées.
L'administration au niveau régional ou local est assurée par des gouvernements locaux et contrairement à des formes équivalentes d'administrations locales, comme celles des États-Unis, elles ont relativement peu de pouvoir par rapport aux gouvernements des États.